# Финны
Фи́нны (фин. suomalaiset) — финно-угорский (прибалтийско-финский) народ, основное население Финляндии. Говорят на финском языке с письменностью на основе латинского алфавита. 
Всего финнов — около 6,5 миллионов. Бо́льшая их часть является прихожанами Евангелическо-лютеранской церкви Финляндии.

## Название
Внешнее название (экзоэтноним) «финны» (лат. Finni) впервые встречается у римского историка Тацита (I век н. э.). В «Географии» Птолемея (Кн. 3, гл. 5, 21) говорится, что они живут в Прибалтике по соседству с венедами. 
Считается, что изначально древние германцы называли так рыболовов и охотников саамов: др.-герм. Finn(ar) ← *fenn(oZ) «ищущие» ← *fenþ- «искать, находить». Позже их сменили пришедшие с юго-востока прибалтийские финны, которых стали называть так же.

## Расселение
Финны составляют абсолютное большинство населения в Финляндии (4,6 — 4,9 млн человек или более 90 %).
Они живут также в США — более 623,6 тыс. человек по происхождению (2002), Швеции — от 446 до 470 тыс. человек (оценка), Канаде — более 130 тыс. человек по происхождению (2006), России — 7,8 тыс. человек (2021), Австралии — 21 тысяча человек по происхождению (2006), Великобритании — более 11 тысяч человек (2001), Эстонии — 10,6 тыс. человек (2010), Норвегии — от 10 тыс. до 15 тыс. человек (оценка).

## Происхождение
Финны ведут своё происхождение от древних прибалтийско-финских племён, проникших на территорию современной Финляндии и к VIII веку заселивших её большую часть, оттеснив саамское население на север и отчасти ассимилировав его. Под воздействием расселения славян через Карельский перешеек на территорию Финляндии пришло племя емь.
Подавляющая часть современных финнов происходит от небольшой популяции, сформировавшейся в результате миграций уральских племён в промежутке от 4000 до 2000 лет тому назад. Геногеографические исследования показывают низкое генетическое разнообразие финнов по сравнению с другими европейскими народами, а также подтверждают наличие эффекта основателя и эффекта бутылочного горлышка. 
Численность первоначальной популяции оценивается разными исследователями в 3000-24 000 человек. К XIV веку численность финнов составляла около 150 тысяч человек, в основном населявших юг современной провинции Саво. С XVI века начинается финская колонизация юго-западных, а затем и северных регионов.

### Генетические исследования
В 2008 году генетические исследования показали, что существуют большие различия в генотипе между жителями западной и восточной Финляндии. При этом восточные финны не обнаруживают в себе славянского влияния.
Широкие генетические исследования (несколько сотен тысяч генетических маркеров) показали, что финны не являются однородным народом. Наибольшие различия (F-тест) между финнами по территории Финляндии достигают 60, тот же показатель у шведов — около 25, а между немцами из разных районов — ещё меньше. Например, средние различия (F-тест) между немцами, французами и венграми — около 10, так же между эстонцами, русскими и поляками примерно 10. Самые близкие генетически к финнам — эстонцы (FST-различие по Хельсинки — 40, по Куусамо — 90) и шведы (по Хельсинки — 50, по Куусамо — 100). То есть два финна родом из разных концов Финляндии генетически дальше друг от друга, чем два европейца из разных стран Европы. Исследователи, правда, отмечают, что многое зависит от методов исследования. Так, например, исследование, проведённое под руководством Марьи-Лийсы Савонтаус (Marja-Liisa Savontaus), доцента кафедры генетики человека университета Турку, показало, что характерной особенностью финского генетического состава является однородность финского генотипа, что является причиной наследования более чем 30 редких врождённых заболеваний.
В ходе другого масштабного генетического исследования был сделан вывод об уникальности финского генотипа. В международном исследовании использовался, в том числе, и материал, собранный Университетом Восточной Финляндии. Результаты исследования были опубликованы в научном журнале Nature. В исследовании был изучен генотип 60 706 человек. Среди них были представители Европы, Африки, Восточной и Западной Азии и Америки. «На основании результатов этого исследования финнов нельзя считать европейцами или азиатами», — говорит профессор Маркку Лааксо (Markku Laakso) из Университета Восточной Финляндии. Причина необычности финского генотипа связана с тем, что Финляндия долгое время была изолирована от остального мира. «Исследование продемонстрировало, что финны по своему генотипу настолько отличаются от остальных европейцев, что их можно отнести к отдельной группе. При сравнении с другими европейскими и азиатскими народами у финнов обнаружилось больше генетических мутаций, которые представлены в населении в объёме 1—5 %», — сообщается в пресс-релизе Университета Восточной Финляндии. В качестве примера Университет берёт мутацию гена AKT2, который представлен у 1 % финнов и больше нигде в мире. Этот ген влияет на чувствительность к инсулину.
У финнов на первом месте по частоте находится Y-хромосомная гаплогруппа N1a1a-ТАТ — 64,3 %. Субклады N1a1a1a1a2a1a1a1a-CTS1950 (35% N1a1a) и N1a1a1a1a2a1a1a1b-Z4878 (25% N1a1a)  достигли своей самой высокой частоты на юго-востоке и северо-востоке страны соответственно. Субклад N1a1a1a1a1a-CTS2929, который в целом имеют 22 % финских мужчин, достиг своей самой высокой частоты — 64 % от N1a1a в Юго-Западной Финляндии. На втором месте по частоте находится Y-хромосомная гаплогруппа I1a-M253 — 24,6 %, Внутри гаплогруппы I1a наиболее заметно разделение на гаплогруппы I1a1-CTS6364 (20,8 %) и I1a2-S244 (3,3 %). Наиболее распространенной сублинией в гаплогруппе I1a1 была I1a1b1a4a1a1-L258 (16,8 %), которая далее разделилась на линии I1a1b1a4a1a1b-CTS2242 (6,0%) и I1a1b1a4a1a1g-Y15027 (2,3 %). На третьем месте находится Y-хромосомная гаплогруппа R1b-CTS2134>R1b1a1b1-L478 (4,8 %), на четвёртом — R1a-L62>R1a1a1b-PF6158 (4,3 %).

### Антропологический тип
Финны относятся к нордической расе.

## Культура

### Музыка
Наиболее древняя финская народная музыка — это наигрыши на берестяных рожках, а из народных песен — так называемые ёйку — короткие импровизации речитативного склада, а также заклинания, плачи-причеты и эпические песни — руны — под аккомпанемент кантеле, йоухикко (струнный смычковый) и духового туохиторви. На волне подъёма финского национального самосознания в середине XIX века большая часть рун была собрана этнологом и фольклористом Элиасом Лённротом в сборнике «Калевала», который впервые был опубликован в 1849 году.
Сейчас в Финляндии самым популярным жанром является рок, в особенности метал. В Финляндии, по данным чешского лингвиста и математика Якуба Мариана, на май 2016 года насчитывается наибольшее в Европе количество хеви-метал-групп на миллион человек — 630.

### Традиционное жилище и поселения

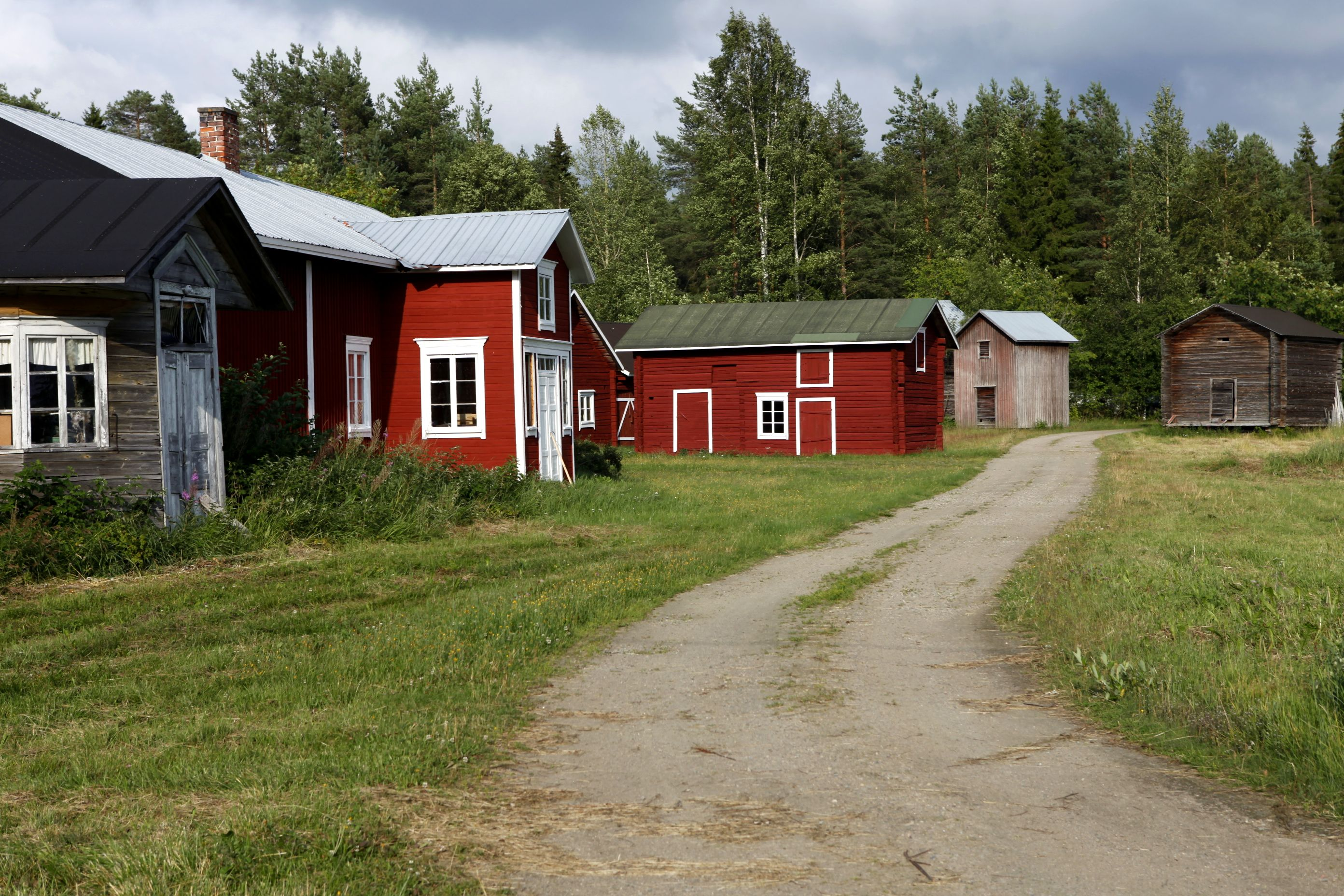
Улица в деревне Маалисмаа (Северная Похьянмаа)

Сельские поселения делятся на деревни и хутора, состоящего из одного (на востоке страны) или нескольких домов. До XVI—XVII веков деревни были кучевой планировки, после появились другие типы поселений, например, квартально-уличный или линейный, когда дома располагались вдоль дорог.
Традиционным материалом является древесина. Постройки были срубными и зачастую обшивались досками, красившимися в красный цвет. Наличники и дверные проёмы красились в белый. Крыши — двускатные, крылись дранкой или досками, а для прочности придерживались валунами. Изначально традиционные постройки не имели фундамента и стояли на больших валунах и пнях, в начале XIX века в городах появляется каменный фундамент, который затем распространяется в деревнях.
Как правило, традиционный финский крестьянский двор характеризуется замкнутостью, присутствием одной и более клетей и большим количеством надворных построек: амбара, кладовки, сауны, риги, хлевов и стойл и т. п. Все они отапливались очагом. Жилой дом состоял из основного, жилого помещения, отапливавшегося каменной печью, схожей с русской и находившейся у входа (фин. tupa, pirtti), различных камор, жилых, парадных и хозяйственных помещений. К XIX веку выработалось симметричное расположение помещений в домах. В основном помещении спали (при отсутствии спален), ели, работали и пекли хлеб (за исключением юго-запада страны). Бедняки жили в двухкамерных жилищах, а обеспеченные в многокамерных (как правило трёхкамерных). Вход устраивался в центре длинной стороны дома, и в случае с многокамерными домами, вёл в сени. Мебель включала в себя столы, лавки, полати, а позднее — стулья, табуретки, шкафы и кровати. Печь могла сочетаться с открытым очагом, на котором варили похлёбку. Жилые дома были в большинстве прямоугольной, вытянутой формы, но встречались дома Г-образной (они могли образовываться при пристройке дополнительного помещения по диагонали от сеней) и Т-образной формы. Со второй половины XVIII-го века появляются двухэтажные дома, а к 1880-м годам, согласно тогдашней статистике, в каждом приходе было от одного до четырёх двухэтажных домов. Как правило, эти дома принадлежали помещикам, пасторам или чиновникам, но если эти дома строились крестьянами, то, как и в случае, с домами Русского Севера, жилые помещения находились на втором этаже, а хозяйственные — на первом (подклеть).

### Национальный костюм

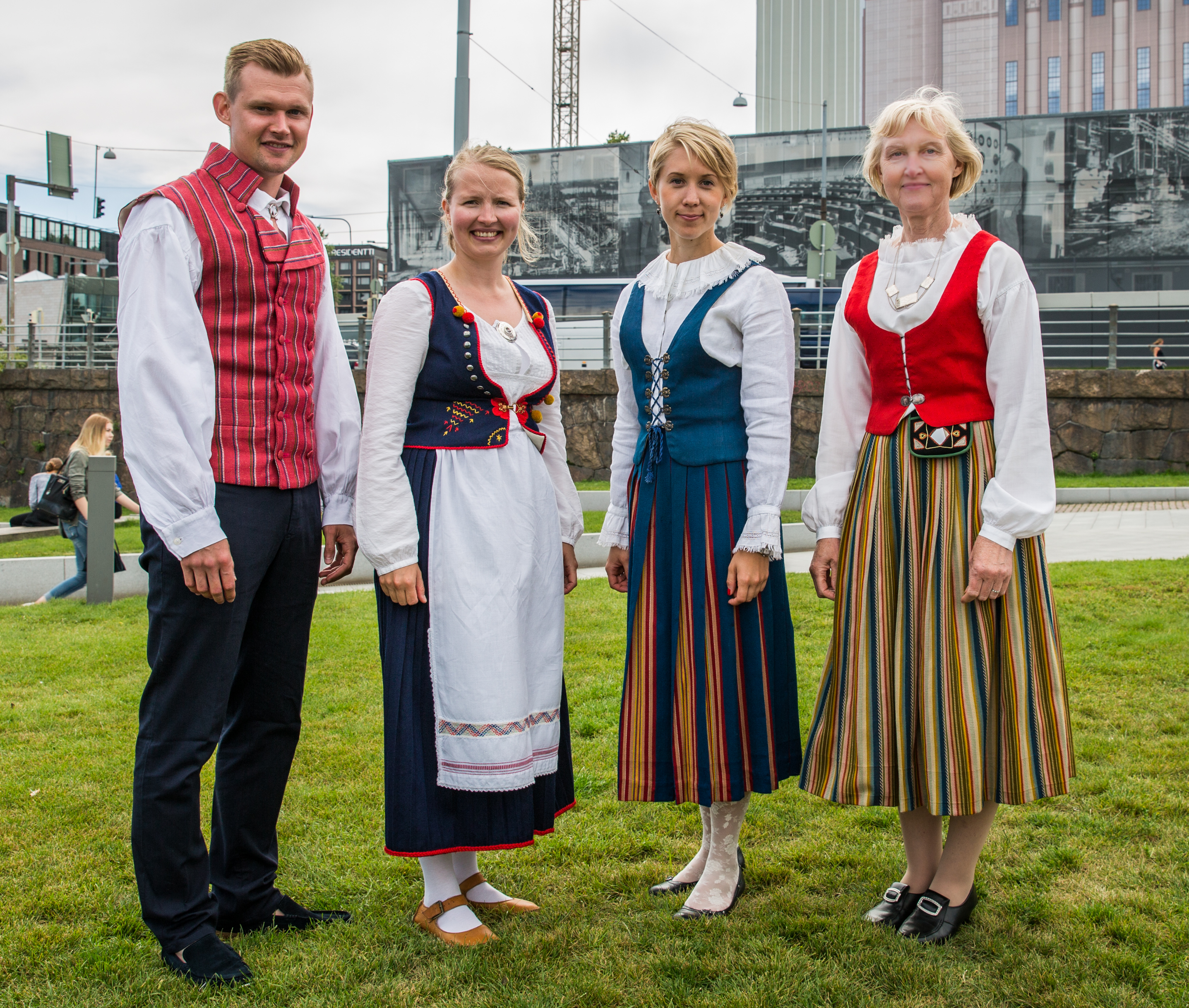
Финский национальный костюм

Дольше всего традиционная одежда сохранялась у женщин восточной части Финляндии, в провинциях Саво и Карелия. Для них были характерны рубахи (фин. rekkopäita) с рекко (фин. rekko) — вышивкой красными нитками в форме прямоугольника, геометрическим орнаментом на груди и разрезом слева. Верхней одеждой являлся сермяжный или льняной полукафтан виитта (фин. viitta) белого цвета с контрастным воротом (например, красного или синего цвета) или кофта свободного покроя длиной до середины бёдер. В восточной части страны до начала XIX века сохранялась несшитая поясная одежда хурстут (фин. hurstut) из двух полотнищ на лямках.
В восточной Финляндии женщины носили туникообразную рубаху реккопайту (фин. rekkopaita) с вышивкой на груди и разрезом сбоку, застёгивавшемся на фибулу. Поверх рубахи и юбки носили вииту с клиньями от талии. В приграничных районах финской Карелии, так же, как и в русской части Карелии женщины носили сарафан, до начала XIX века сарафаноподобную несшитую одежду хурстут, сохранившуюся у ижор. Из головных уборов православные замужние финки носили вышитую сороку (фин. harakka), а лютеранки — старинный полотенчатый головной убор хунту (фин. huntu) наподобие славянской намётки. Незамужние девушки носили открытые головные уборы в форме венца или повязки, украшавшиеся вышивкой или металлическими вставками. Обязательной принадлежностью женского костюма был передник, украшенный вышивкой, кружевами или тканым орнаментом.
Старые формы одежды западных районов Финляндии известны плохо. С конца средних веков здесь стал обычным костюм, состоявший из рубахи и блузы, поверх которой надевалась юбка на поясе. Сначала юбки шили из однотонной ткани, затем распространились полосатые и клетчатые. Поверх блузы надевался лиф (фин. liivi), поверх юбки повязывался передник. Широко распространены были наплечные платки. Замужние женщины носили различного рода чепцы, девушки — открытые головные уборы. На севере одежда женщин была сходна с западной, на островах Финского залива — напоминала североэстонскую.
Мужской костюм финнов в большинстве районов страны состоял из длинных штанов, белой рубахи, жилета, куртки и кафтана. В конце XIX века мужской национальный костюм сохранился только в некоторых приходах Выборгской губернии и Эстерботнии. Из обуви носили «пьексут» (фин. pieksut) — сапоги-поршни без подшитой подошвы с загнутым вверх носком и лыковые лапти (фин. virsut). Головной убор летом — фетровая шляпа или фуражка, а зимой шапка с меховыми краями.
В настоящее время национальный костюм используется в основном для выступлений фольклорных коллективов, или как праздничная одежда.